# Élections générales espagnoles de 1886
Les élections générales espagnoles de 1886 sont les élections à Cortes tenues en Espagne le dimanche 4 avril 1886. Il s’agit des quatrièmes élections sous l’égide de la Constitution de 1876.
Comme cela restera habituel jusqu’aux dernières années de la Restauration bourbonienne, elles donnent une écrasante majorité au parti nouvellement nommé au gouvernement, dans ce cas le Parti libéral de Práxedes Mateo Sagasta, qui remporte 278 sièges au Congrès.
Elles ouvrent la plus longue législature de l'histoire de l'Espagne antérieure au régime franquiste, qu'on appelle dans l'historiographie le « Parlement long » de Sagasta. C'est la seule fois au cours de la Restauration qu'une législature ira presque à son terme.

## Système électoral
Pour la deuxième fois, les élections se font sous l'égide de la loi électorale de 1878, qui a rétabli le suffrage censitaire masculin. Il est donc réservé aux hommes majeurs — âgés d’au moins 25 ans — s’acquittant d’un certain cens, ce qui signifie un nombre d’électeurs significativement réduit.

## Participation
Le taux de participation n’est pas communiqué officiellement.

## Résultats
| Groupe ou parti    | Députés |
| ------------------ | ------- |
| Parti libéral      | 278     |
| Parti conservateur | 56      |
| Gauche dynastique  | 10      |
| Indépendants       | 4       |
| Carlistes          | 2       |
| Non identifiés     | 9       |